# 3ª sessione speciale dell'Assemblea generale delle Nazioni Unite
La 3ª sessione speciale dell'Assemblea generale delle Nazioni Unite si è svolta dal 21 al 25 agosto 1961.
Le sessioni sono state presiedute da Frederick Henry Boland, rappresentante dell'Irlanda.

## Risoluzioni

### 1005ª seduta plenaria: 25 agosto 1961
- A/RES/1621 (S-III) - Credenziali dei rappresentanti alla terza sessione speciale dell'Assemblea generale.

### 1006ª seduta plenaria: 25 agosto 1961
- A/RES/1622 (S-III) - Considerazione della grave situazione in Tunisia nota dal 19 luglio 1961.